# Agglomerato Brentan
L'agglomerato Brentan è un complesso residenziale posto nel centro abitato di Castasegna, frazione del comune di Bregaglia, nel cantone dei Grigioni.

## Storia
L'agglomerato venne costruito dal 1957 al 1959 su progetto di Bruno Giacometti per ospitare i lavoratori della società elettrica zurighese, che negli stessi anni aveva costruito delle centrali idroelettriche in val Bregaglia.

## Descrizione
L'insediamento è posto a nord del paese, lungo un pendio esposto a sud, al limite di un bosco di castagni di grande pregio naturalistico e paesaggistico.
Si compone di 10 case unifamiliari, tutte uguali fra loro, con le facciate poste in direzione sud-sud-ovest. Le case sono disposte a distanze irregolari, per rispettare le caratteristiche planimetriche e naturalistiche del luogo.
L'aspetto esterno delle case, pur nella sua inequivocabile modernità, cerca di riallacciarsi alle specificità del luogo con l'uso di materiali tradizionali come il legno e la pietra.

### Testi di approfondimento
- (DE) Conradin Clavuot e Jürg Ragettli, Die Kraftwerkbauten im Kanton Graubünden, Coira, Verlag Bündner Monatsblatt, 1991,  pp. 182-187, ISBN 3-905241-07-2.
- (DE) Roland Frischknecht, Wechselströme in der Architektur – eine Stadt baut in den Alpen, in Bündner Heimatschutz und Verein für Bündner Kulturforschung (a cura di), Bruno Giacometti, Architekt, collana Beiheft zum Bünder Monatsblatt, Coira, Verlag Bündner Monatsblatt, 2008,  pp. 41-65, ISBN 978-3-905342-44-4.
- (DE) Ulrike Fischer, Regionalistische Strategien in der Architektur Graubündens von 1900 bis in die Gegenwart, Tubinga, Berlino, Ernst Wasmuth Verlag, 2013,  pp. 159-173, ISBN 978-3-8030-0810-7.